# Gudrun Arenander

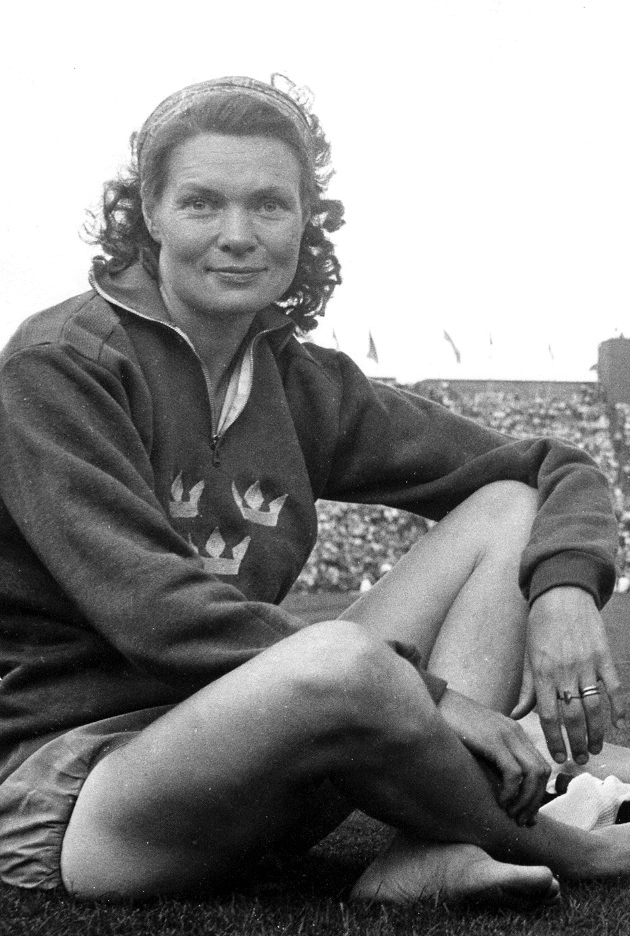
Gudrun Arenander (1940-talet)

Gudrun Eivor Elisabeth Arenander, född Eklund den 25 mars 1921 i Lovö, död den 28 augusti 2020, var en svensk diskuskastare som representerade Sverige i olympiska sommarspelen 1948 i Sommar-OS 1948, där hon placerade sig på tolfte plats. 
Arenander tävlade för IFK Lidingö Friidrott från och med 1944 och var svensk mästare i diskus 1942–1943 och 1945–1947. År 1946 deltog hon i Friidrotts-EM i Oslo och slutade fyra i diskuskastningen.
Arenander var även med i Sveriges damlandslag i handboll. Hon utsågs år 1969 retroaktivt till Stor grabb/tjej nummer 273.
Efter tävlingskarriären blev Arenander 1969 den första kvinnliga speakern på ett svenskt friidrottsmästerskap i historien. Hon är begravd på Lidingö kyrkogård.